# Žanr
Žanr (iz francoščine genre -  'vrsta') je katera koli oblika ali vrsta komunikacije v katerem koli načinu (pisni, govorjeni, digitalni, umetniški itd.) z družbeno dogovorjenimi konvencijami, ki so se razvile skozi čas. V ljudski rabi običajno opisuje kategorijo literature, glasbe ali drugih oblik umetnosti ali zabave, bodisi pisne ali govorjene, avdio ali vizualne, na podlagi nekaterih slogovnih meril, vendar so žanri lahko estetski, retorični, komunikacijski ali delujoč. Žanri se oblikujejo s konvencijami, ki se sčasoma spreminjajo, ko kulture izumljajo nove žanre in prenehajo uporabljati stare. Dela se pogosto ujemajo z več žanri z izposojo in rekombinacijo teh konvencij. Samostojna besedila, dela ali deli komunikacije imajo lahko posamezne sloge, vendar so žanri združitve teh besedil, ki temeljijo na dogovorjenih ali družbeno sklepanih konvencijah. Nekateri žanri imajo lahko toge, strogo upoštevane smernice, drugi pa lahko kažejo veliko prilagodljivost.
Žanr se je začel kot absolutni sistem klasifikacije starogrške književnosti, kot je določeno v Aristotelovi Poetiki. Za Aristotela so imele poezija (ode, epike itd.), proza in performans vsaka posebne oblikovne značilnosti, ki so podpirale ustrezno vsebino vsakega žanra. Govorni vzorci za komedijo na primer ne bi bili primerni za tragedijo in celo igralci so bili omejeni na svoj žanr pod predpostavko, da lahko tip osebe najbolje pove eno vrsto zgodbe.
Žanri se širijo in razvijajo onkraj Aristotelovih klasifikacij kot odgovor na spremembe v občinstvu in ustvarjalcih. Žanr je postal dinamično orodje, ki pomaga javnosti, da z umetniškim izražanjem razume smisel iz nepredvidljivosti. Glede na to, da je umetnost pogosto odziv na družbeno stanje, saj ljudje pišejo, slikajo, pojejo, plešejo in drugače ustvarjajo umetnost o tem, kar vedo, se mora biti uporaba žanra kot orodja sposobna prilagajati spreminjajočim se pomenom.
Glasbenik Ezra LaFleur trdi, da bi morala razprava o žanru izhajati iz ideje Ludwiga Wittgensteina o družinski podobnosti. Zvrsti so koristne oznake za komunikacijo, vendar nimajo nujno enega samega atributa, ki je bistvo žanra.

## Vizualna umetnost
Izraz žanr se pogosto uporablja v zgodovini in kritiki vizualne umetnosti, vendar ima v umetnostni zgodovini pomene, ki se precej zmedeno prekrivajo. Žanrsko slikarstvo je izraz za slike, kjer so glavna tema človeške figure, ki jim ni vezana nobena posebna identiteta – z drugimi besedami, figure niso portreti, liki iz zgodbe ali alegorične personifikacije. Te se razlikujejo od štafaže: naključnih figur v tem, kar je predvsem krajinska ali arhitekturna slika. Žanrsko slikarstvo se lahko uporablja tudi kot širši izraz, ki zajema samo žanrsko slikarstvo in druge specializirane vrste slik, kot so tihožitje, krajine, morske slike in slike živali.
Koncept »hierarhije žanrov« je bil močan v umetniški teoriji, zlasti med 17. in 19. stoletjem. Najmočnejša je bila v Franciji, kjer je bila povezana s francosko akademijo, ki je imela osrednjo vlogo v akademski umetnosti. Zvrsti v hierarhičnem vrstnem redu so:
- Zgodovinsko slikarstvo, vključno z pripovednimi, verskimi, mitološkimi in alegoričnimi temami
- Portretno slikarstvo
- Žanrsko slikarstvo ali prizori vsakdanjega življenja
- Krajinsko slikarstvo; (po nizozemskem teoretiku Samuelu van Hoogstratenu so bili krajinarji »običajni lakaji v vojski umetnosti«) in mestna krajina
- Slikanje živali
- Tihožitje

## Film
Osnovne zvrsti filma so drama, v igranem dolgometražnem filmu in večini risank ter dokumentarni film. Večina dramskih celovečernih filmov, zlasti iz Hollywooda, se dokaj udobno uvrščajo v enega od dolgih seznamov filmskih žanrov, kot so vestern, vojni film, grozljivka, romantična komedija, muzikal, kriminalni film in mnogi drugi. Številni od teh žanrov imajo številne podzvrsti, na primer po postavitvi ali temi ali značilnem nacionalnem slogu, na primer v indijskem bollywoodskem muzikalu.

## Glasba
Glasbena zvrst je konvencionalna kategorija, ki opredeljuje skladbe glasbe, ki pripadajo skupni tradiciji ali nizu konvencij. Treba ga je ločiti od glasbene oblike in glasbenega sloga, čeprav se v praksi ti izrazi včasih uporabljajo zamenljivo. V zahodni klasični glasbi in popularni glasbi, pa tudi glasbenem gledališču in glasbi nezahodnjakov, obstajajo številni žanri. Izraz se zdaj morda preveč uporablja za opis razmeroma majhnih razlik v glasbenem slogu v sodobni rock glasbi, ki lahko odražajo tudi sociološke razlike v njihovem občinstvu. Timothy Laurie namiguje, da je v kontekstu študij rock in pop glasbe, da se ta izraz uporablja za sociološke razlike, »privlačnost žanrske kritike je, da iz glasbenih svetov ustvarja pripovedi, za katere se zdi, da jih pogosto nimajo.«
Glasbo lahko razdelimo na različne zvrsti na več načinov. Umetniška narava glasbe pomeni, da so te klasifikacije pogosto poljubne in kontroverzne, nekateri žanri pa se lahko prekrivajo. Obstaja več akademskih pristopov k žanrom. Douglass M. Green v svoji knjigi Form in Tonal Music navaja madrigal, motet, cancono, ricercar in ples kot primere žanrov iz obdobja renesanse. Po Greenovih besedah sta »Beethovnova op. 61 in Mendelssohnova op. 64 žanrsko enaka – obe sta violinska koncerta –, vendar se razlikujeta po obliki. Vendar pa sta Mozartov Rondo za klavir, K. 511 in Agnus Dei iz njegove Maše, K. 317 po žanru precej različna, a sta si po obliki podobna.« Nekateri, kot je Peter van der Merwe, pojma žanr in slog obravnavajo kot enaka, češ da je treba žanr opredeliti kot skladbe, ki imajo določen skupen slog ali »osnovni glasbeni jezik«.
Drugi, kot je Allan F. Moore, trdijo, da sta žanr in slog dva ločena izraza in da lahko sekundarne značilnosti, kot je tematika, prav tako razlikujejo med žanri. Glasbeni žanr ali podzvrst je lahko opredeljen z glasbenimi tehnikami, slogi, kontekstom ter vsebino in duhom tem. Za identifikacijo glasbene zvrsti se včasih uporablja geografsko poreklo, čeprav bo posamezna geografska kategorija pogosto vključevala veliko različnih podzvrsti.
Več glasbenih učenjakov je kritiziralo prednost, ki se daje žanrsko zasnovanim skupnostim in praksam poslušanja. Laurie na primer trdi, da »glasbene zvrsti ne pripadajo izoliranim, samozadostnim skupnostim. Ljudje se nenehno gibljejo med okolji, kjer se slišijo, oglašujejo in dodajajo različne oblike glasbe z značilnimi ikonografijami, pripovedmi in identitetami slavnih, ki se dotikajo tudi ne- glasbeni svetovi.«

## Popularna kultura in drugi mediji
Koncept žanra se pogosto uporablja, včasih precej ohlapno, za druge medije z umetniškim elementom, kot so žanri videoiger. Žanr in številni podrobno razdeljeni podzvrsti zelo pomembno vplivajo na popularno kulturo, nenazadnje, ker se uporabljajo za razvrščanje v reklamne namene. Močno povečan obseg popularne kulture v dobi elektronskih medijev spodbuja delitev kulturnih izdelkov po žanrih, da se potrošnikom poenostavi iskanje izdelkov, trend, ki ga je internet samo še okrepil.
The concept of genre is often applied, sometimes rather loosely, to other media with an artistic element, such as video game genres. Genre, and numerous minutely divided subgenres, affect popular culture very significantly, not least as they are used to classify it for publicity purposes. The vastly increased output of popular culture in the age of electronic media encourages dividing cultural products by genre to simplify the search for products by consumers, a trend the Internet has only intensified.

## Jezikoslovje
V filozofiji jezika je žanr pomemben v delih filozofa in literarnega učenjaka Mihaila Bahtina. Bakhtinova osnovna opažanja so bila o "govornih žanrih" (ideja heteroglosije), načinih govora ali pisanja, ki se jih ljudje naučijo posnemati, tkati skupaj in manipulirati (kot sta "formalno pismo" in "seznam živil" ali "univerzitetno predavanje" in "osebna anekdota"). V tem smislu so žanri družbeno določeni: prepoznani in opredeljeni (pogosto neformalno) s strani določene kulture ali skupnosti. Delo Györgyja Lukácsa se dotika tudi narave literarnih zvrsti, ki se pojavljajo ločeno, a približno v istem času (1920–1930) kot Bakhtin. Norman Fairclough ima podoben koncept žanra, ki poudarja družbeni kontekst besedila: žanri so »različni načini (inter)diskurzivnega delovanja« (Fairclough, 2003: 26).
Žanr besedila je mogoče določiti glede na:
1. Jezikovno funkcijo.
2. Formalne lastnosti.
3. Besedilno organizacijo.
4. Odnos komunikacijske situacije do formalnih in organizacijskih lastnosti besedila (Charaudeau in Maingueneau, 2002:278–280).

## Retorika
Na področju retorike žanrski teoretiki običajno razumejo žanre kot vrste dejanj in ne vrste ali oblike besedil. S tega vidika so besedila kanali, po katerih se izvajajo žanri. Delo Carolyn Miller  je bilo še posebej pomembno za to perspektivo. Na podlagi koncepta retorične situacije Lloyda Bitzerja   Miller razlaga, da ponavljajoči se retorični problemi ponavadi izzovejo ponavljajoče se odzive; na podlagi Alfreda Schütza  meni, da ti ponavljajoči se odzivi postanejo »tipizirani« – torej družbeno konstruirani kot prepoznavni tipi. Miller trdi, da so ta »tipizirana retorična dejanja« (str. 151) pravilno razumljena kot žanri.
Na podlagi Millerja sta Charles Bazerman in Clay Spinuzzi trdila, da žanri, razumljeni kot dejanja, črpajo svoj pomen iz drugih žanrov – torej drugih dejanj. Bazerman zato predlaga, da analiziramo žanre v smislu "žanrovskih sistemov", medtem ko Spinuzzi daje prednost tesno povezanemu konceptu "žanrovske ekologije".
Ta tradicija je imela posledice za poučevanje pisanja na ameriških šolah in univerzah. David Russell je z združevanjem retorične žanrske teorije s teorijo dejavnosti predlagal, da so standardni tečaji angleške kompozicije neprimerni za poučevanje žanrov, ki jih bodo študenti pisali v drugih kontekstih na univerzi in zunaj nje. Elizabeth Wardle trdi, da standardni tečaji kompozicije poučujejo žanre, vendar da so to neavtentične "mutt žanre", ki so pogosto malo uporabni zunaj tečajev kompozicije.

## Zgodovina
Ta koncept žanra izvira iz klasifikacijskih sistemov, ki jih je ustvaril Platon. Platon je literaturo razdelil na tri klasične zvrsti, sprejete v stari Grčiji: poezijo, dramo in prozo. Poezija je nadalje razdeljena na epsko, lirično in dramsko. Delitve priznavata, kot sta jih določila Aristotel in Platon; pa niso bili edini. Številni žanrski teoretiki so dodali tem sprejetim oblikam poezije.

### Klasična in romanska žanrska teorija
Najstarejše zapisane žanrske sisteme v zahodni zgodovini lahko zasledimo do Platona in Aristotela. Gérard Genette razlaga svojo interpretacijo zgodovine žanra v The Architext. Platona je opisal kot ustvarjalca treh imitacijskih, mimetičnih žanrov, ki se razlikujejo po načinu posnemanja in ne po vsebini. Ti trije imitacijski žanri vključujejo dramski dialog, dramo; čista pripoved, ditiramb in mešanico obojega, ep. Platon je izključil liriko kot nemimetični, posnemalni način. Genette je nadalje razpravljal o tem, kako je Aristotel revidiral Platonov sistem tako, da je najprej odstranil čisto pripoved kot izvedljiv način. Nato uporabi dve dodatni merili za razlikovanje sistema. Prvi od kriterijev je predmet, ki ga je treba posnemati, ne glede na to ali je boljši ali slabši. Drugo merilo je medij predstavitve: besede, kretnje ali verz. V bistvu je mogoče tri kategorije načina, predmeta in medija vizualizirati vzdolž osi XYZ. Brez meril medija je Aristotelov sistem razlikoval štiri vrste klasičnih žanrov: tragedijo, ep, komedijo in parodijo.
Genette je razložil integracijo lirike v klasični sistem z zamenjavo odstranjenega čistega pripovednega načina. Za liriko, ki je nekoč veljala za nemimetično, je veljalo, da posnema čustva in je postala tretji »Arhitekst«, izraz, ki ga je skoval Gennette, novega dolgotrajnega tripartitnega sistema: lirični; epski, mešana pripoved in dramatičen, dialog. Ta novi sistem, ki je »prevladoval v vsej literarni teoriji nemške romantike« (Genette 38), je doživel številne poskuse razširitve in revizije. Takšni poskusi vključujejo triado subjektivne oblike Friedricha Schlegla, liriko; objektivna oblika, dramatika; in subjektivno-objektivna oblika, ep. Vendar so bolj ambiciozna prizadevanja za razširitev tripartitnega sistema privedla do novih taksonomskih sistemov, ki so vse bolj zapleteni. Gennette je razmišljal o teh različnih sistemih in jih primerjal s prvotno tristransko ureditvijo: »njegova struktura je nekoliko boljša od večine tistih, ki so prišli pozneje, ker so v bistvu pomanjkljivi zaradi njihove vključujoče in hierarhične taksonomije, ki vsakič takoj prinese celotno igro ustavi in povzroči slepo ulico«.

## Občinstvo
Čeprav žanri niso vedno natančno opredeljeni, so žanrski premisleki eden najpomembnejših dejavnikov pri določanju, kaj bo oseba videla ali brala. Klasifikacijske lastnosti žanra lahko pritegnejo ali odbijejo potencialne uporabnike, odvisno od posameznikovega razumevanja žanra.
Žanr ustvarja pričakovanje, če so pričakovanja izpolnjena ali ne. Številni žanri imajo vgrajeno občinstvo in ustrezne publikacije, ki jih podpirajo, kot so revije in spletna mesta. Nasprotno pa lahko občinstvo zahteva spremembo v predhodnem žanru in ustvari popolnoma nov žanr.
Izraz se lahko uporablja pri kategorizaciji spletnih strani, kot sta stran z novicami in stran za oboževalce, z zelo različnimi postavitvami, občinstvom in namenom (Rosso, 2008). Nekateri iskalniki, kot je Vivísimo, poskušajo najdene spletne strani združiti v avtomatizirane kategorije, da bi prikazali različne žanre, ki bi lahko ustrezali iskalnim zadetkom.

## Podzvrst
Podzvrst je podrejena v žanru. Dve zgodbi istega žanra se lahko včasih še vedno razlikujeta v podzvrsti. Na primer, če ima fantazijska zgodba temnejše in bolj strašljive elemente fantazije, bi spadala v podzvrst temne fantazije; medtem ko bi druga fantazijska zgodba, ki vključuje čarobne meče in čarovnike, spadala v podzvrst meča in čarovništva.

## Mikrožanr
Mikrožanr je visoko specializirana, ozka klasifikacija kulturne prakse. Izraz je prišel v uporabo v 21. stoletju in se najpogosteje nanaša na glasbo. Povezan je tudi s hiperspecifičnimi kategorijami, ki se uporabljajo v priporočilih za televizijske oddaje in filme na platformah za digitalno pretakanje, kot je Netflix, včasih pa ga uporabljajo širše znanstveniki, ki analizirajo nišne oblike v drugih obdobjih in drugih medijih.